# Kumminhället
Kumminhället, finska: Kuminapaasi, är en ö i Finland. Den ligger i Finska viken och i kommunen Helsingfors i den ekonomiska regionen  Helsingfors i landskapet Nyland, i den södra delen av landet. Ön ligger omkring 13 kilometer öster om Helsingfors.
Öns area är 0,4 hektar och dess största längd är 110 meter i öst-västlig riktning.